# پلوتو (مانگا)
پلوتو  (به انگلیسی: Pluto) مجموعه مانگا ژاپنی نوشته و تصویرگری نائوکی اوراساوا است که از سپتامبر ۲۰۰۳ تا آوریل ۲۰۰۹ در مجله Big Comic Original منتشر شد و فصل‌های آن در هشت جلد تانکوبون جمع‌آوری گردیده‌است. این مجموعه بر اساس مانگا آسترو بوی از اوسامو تزوکا، به‌طور خاص آرک داستانی The Greatest Robot on Earth و به نام شخصیت شرور اصلی آرک ساخته شده‌است. اوراساوا دوباره داستان را به سبک جنایی نوشت و پلوتو دربارهٔ یک کارآگاه است که برای حل یک پرونده مرگ ربات و انسان تلاش می‌کند. تاکاشی ناکازاکی به عنوان یکی از نویسندگان مجموعه شناخته می‌شود. ماکوتو تزکا، پسر اوسامو تزوکا، سرپرستی مجموعه را بر عهده داشت و تزوکا پروداکشنز به عنوان همکار فهرست شده‌است.
یک مجموعه پویانمایی شبکه اصلی ساخته استودیوهای Genco و Tezuka Productionsو Studio M2 در اکتبر سال ۲۰۲۳ از نتفلیکس پخش شد.
پلوتو با موفقیت تجاری و نقد مثبت منتقدان مواجه شد و جوایز متعددی از جمله نهمین جایزه فرهنگی تزوکا اوسامو را به دست آورد و بیش از ۸٫۵ میلیون نسخه فروخت.